# Gesamtmetall

Logo

Der Gesamtverband der Arbeitgeberverbände der Metall- und Elektro-Industrie e. V., Kurzform: Gesamtmetall, ist der Zusammenschluss der Landesarbeitgeberverbände der deutschen Metall- und Elektroindustrie (M+E). Sitz des Verbandes ist Berlin.

## Rolle und Funktion
Der Dachverband vertritt die gemeinsamen und übergreifenden Interessen der M+E-Unternehmen auf Bundesebene. Gesamtmetall ist Mitglied bei der Bundesvereinigung der Deutschen Arbeitgeberverbände (BDA) in Berlin. Die Aufgaben eines Arbeitgeberverbandes liegen vor allem auf den Feldern der Tarif-, Sozial- und Bildungspolitik. Besondere Arbeitsschwerpunkte des bundesweiten Branchen-Dachverbandes Gesamtmetall sind die Konzeption und Koordination gemeinsamer Aktivitäten der in ihr zusammengeschlossenen Verbände sowie die Kontaktpflege zu politischen Institutionen und zu den Medien auf der Bundesebene. Als Dachverband schließt Gesamtmetall gewöhnlich selbst keine Tarifverträge mit den Gewerkschaften ab. Diese Aufgabe haben kraft ihrer Tarifhoheit die sechzehn regionalen Arbeitgeberverbände der Metall- und Elektro-Industrie, die sich dafür zum Teil zu Verhandlungsgemeinschaften zusammengeschlossen haben. Bei den regionalen Arbeitgeberverbänden sind die Mitgliedsunternehmen organisiert.
In Zusammenarbeit mit den regionalen Arbeitgeberverbänden entwirft, plant und koordiniert der Verband die Maßnahmen auf Bundesebene und sorgt dafür, dass die Metall- und Elektro-Industrie mit einer Stimme spricht, wenn es um wichtige gemeinsame Interessen der Unternehmen geht. Das erfordert in vielen Fällen den schwierigen Ausgleich zwischen den Interessen von zwölf sehr unterschiedlichen M+E-Branchen ebenso wie zwischen großen und mittelständischen M+E-Unternehmen. Beim Verband sind 13 Tarifverbände und 8 Verbände ohne Tarifbindung Mitglied. Oberster Repräsentant ist der vom Gesamtvorstand des Verbandes gewählte Präsident. Die laufenden Geschäfte werden vom Hauptgeschäftsführer geführt.

### Aktivitäten
- Die Metallarbeitgeberverbände finanzieren die Lobbyorganisation Initiative Neue Soziale Marktwirtschaft mit neun Millionen Euro pro Jahr, insgesamt 100 Millionen Euro bis zum Jahr 2010.
- Über die Berufswelt der Metall- und Elektro-Industrie informiert Gesamtmetall mit zehn Berufsinfomobilen, doppelstöckigen Lastwagen, die bundesweit an Schulen im Einsatz sind
- Ein besonderer Schwerpunkt liegt auf der Ingenieurnachwuchskampagne think ING., die unter anderem den mathematisch-naturwissenschaftlichen Unterricht fördert.

### Geschichte
- 1890 Gründung des Verbandes Deutscher Metallindustrieller mit Sitz in Berlin, kurz darauf umbenannt in Gesamtverband deutscher Metallindustrieller
- 1918 Grundsteinlegung für die Tarifautonomie mit dem Stinnes-Legien-Abkommen; gegenseitige Anerkennung von Arbeitgebern und Gewerkschaften und ihrer Koalitionsfreiheit. Verständigung über die grundsätzlichen Fragen der Wirtschafts- und Sozialverfassung. Entwicklung des Tarifvertragssystems der Weimarer Republik
- 1933 Selbstauflösung der Arbeitgeberverbände nach Zerschlagung der Gewerkschaften durch die Nationalsozialisten
- 1947 Bildung der Arbeitsgemeinschaft der Eisen- und Metallindustrie für die britische Zone
- 1949 Neugründung des Spitzenverbandes aller Arbeitgeberverbände der Metallindustrie unter dem Namen Gesamtverband der Metallindustriellen Arbeitgeberverbände mit Sitz in Wiesbaden
- 1954 Umzug der Geschäftsstelle nach Köln (Volksgartenstraße)
- 1990 Gründung der neuen ostdeutschen Landesverbände und Beitritt in den Gesamtverband
- 2003 Umzug der Geschäftsstelle von Köln nach Berlin
- 2005 Öffnung für Verbände, die Mitgliedschaft ohne Tarifbindung anbieten

## Mitgliedschaften
Gesamtmetall ist seit 2011 Mitglied bei der Europäischen Bewegung Deutschland.

## Personen

### Präsidenten
1890 bis 1910: Paul Heckmann

1911 bis 1919: Anton von Rieppel

1920 bis 1933: Ernst von Borsig

1933: Rudolf Blohm

1949 bis 1959: Hans Bilstein

1959 bis 1961: Ludwig Caemmerer

1961 bis 1976: Herbert van Hüllen

1977 bis 1985: Wolfram Thiele

1985 bis 1991: Werner Stumpfe

1992 bis 1996: Hans-Joachim Gottschol

1996 bis 2000: Werner Stumpfe (geschäftsführender Präsident)

2000 bis 2012: Martin Kannegiesser

2012 bis 2020: Rainer Dulger

seit November 2020: Stefan Wolf

### Hauptgeschäftsführer
1890: Julius Rose

1891 bis 1894: Bobertag

1895 bis 1897: Max Vosberg-Rekow

1904 bis 1928: Karl Grabenstedt, Max Töwe

1928 bis 1933: Heinz Lotz

1949 bis 1954: Wilhelm Heider

1954 bis 1957: Max Ihn

1957 bis 1958: Otto Vielhaber

1958 bis 1968: Günther Wieland

1968 bis 1996: Dieter Kirchner

1996 bis 2000: Werner Stumpfe

2000 bis 2005: Hans Werner Busch

2005 bis 2008: Heike Maria Kunstmann

2008 bis 2010: Ulrich Brocker

2010 bis 2012: Gabriele Sons 

seit 2013: Oliver Zander